# Avelino Lopes
Avelino Lopes este un oraș în Piauí (PI), Brazilia. 